# Onthophagus griseoaeneus
Onthophagus griseoaeneus är en skalbaggsart som beskrevs av Lansberge 1885. Onthophagus griseoaeneus ingår i släktet Onthophagus och familjen bladhorningar. Inga underarter finns listade i Catalogue of Life.